# Хопфилд (ЮАР)

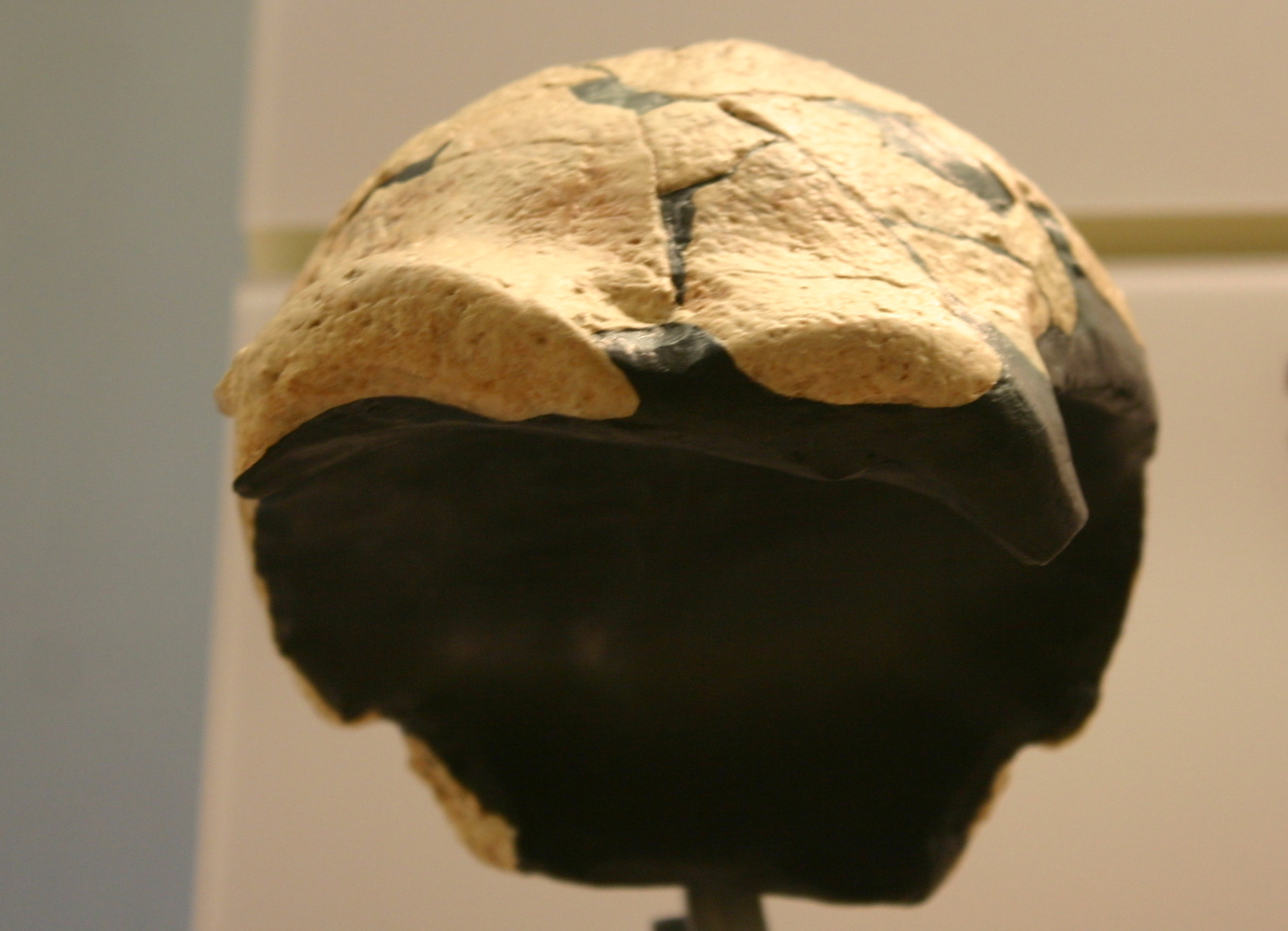
Человек из Салданьи, известный как человек из Салданьи, возрастом 470 или 400-700 тыс. лет

Хопфилд (африк. и англ. Hopefield) — город на юго-западе Южно-Африканской Республики, на территории Западно-Капской провинции. Входит в состав района Уэст-Кост. Является частью местного муниципалитета Салданья-Бей.

## История
Поселение на месте современного города было основано в 1852 году на землях фермы Лангекёйл (Langekuil). В 1914 году Хопфилд получил статус муниципалитета. Название связано с фамилиями двух основателей города: майора Уильяма Хопа и Филда.

## Географическое положение
Город расположен в западной части провинции, к югу от реки Берхрифир,восточнее залива Салданья-Бей, на расстоянии приблизительно 92 километров (по прямой) к северо-северо-западу (NNW) от Кейптауна, административного центра провинции. Абсолютная высота — 56 метров над уровнем моря.

## Климат
Климат города субтропический средиземноморский. Среднегодовое количество осадков — 262 мм. Наибольшее количество осадков выпадает в период с апреля по октябрь. Средний максимум температуры воздуха варьируется от 17,1 °C (в июле), до 28,3 °C (в феврале). Самым холодным месяцем в году является июль. Средняя минимальная ночная температура для этого месяца составляет 7 °C.

## Население
По данным официальной переписи 2001 года, население составляло 1836 человек, из которых мужчины составляли 46,13 %, женщины — соответственно 53,87 %. В расовом отношении цветные составляли 77,45 % от населения города, белые — 22,55 %. Наиболее распространёнными среди горожан языками были: африкаанс (96,73 %) и английский (3,27 %).

Согласно данным, полученным в ходе проведения официальной переписи 2011 года, в Хопфилде проживало 6460 человек, из которых мужчины составляли 48,87 %, женщины — соответственно 51,13 %. В расовом отношении цветные составляли 81,52 % от населения города; белые — 14,4 %; негры — 2,63 %; азиаты (в том числе индийцы) — 0,46 %, представители других рас — 0,99 %. Наиболее распространёнными среди жителей города языками являлись: африкаанс (94,21 %) и английский (3,46 %).

## Транспорт
Через город проходят региональное шоссе R45. Имеется железнодорожная станция.